# Липняги (Кировоградская область)
Липняги (укр. Липняги) — село в Побугской поселковой общине Голованевского района Кировоградской области Украины.
Население по переписи 2001 года составляло 51 человек. Почтовый индекс — 26552. Телефонный код — 5252. Занимает площадь 0,381 км². Код КОАТУУ — 3521484603.